# 1042 Amazone
1042 Amazone là một tiểu hành tinh vành đai chính. Nó được phát hiện bởi Karl Wilhelm Reinmuth ngày 22 tháng 4 năm 1925. Tên ban đầu của nó là 1925 HA. Nó được đặt theo tên Amazon River. Nó mất đến 540 giờ đồng hồ để hoàn thành quỹ đạo của mình.